# Paranerita samonea
Paranerita samonea är en fjärilsart som beskrevs av Rothschild 1935. Paranerita samonea ingår i släktet Paranerita och familjen björnspinnare. Inga underarter finns listade i Catalogue of Life.